# 25 brumaire
25 vendémiaire 25 frimaire
Le quintidi 25 brumaire, officiellement dénommé jour du faisan, est le 55e jour de l'année du calendrier républicain.
C'était généralement le 15e jour du mois de novembre dans le calendrier grégorien.